# Christophe Saioni
Christophe Saioni (* 10. Februar 1969 in Nizza) ist ein ehemaliger französischer Skirennläufer. Er war auf die Disziplinen Riesenslalom und Super-G spezialisiert.

## Biografie
Saioni kam seit Beginn der 1990er Jahre im Weltcup zum Einsatz, bis zum Gewinn der ersten Weltcuppunkte verstrichen aber mehrere Jahre. Dies gelang ihm erstmals am 18. Dezember 1994 mit Platz 21 im Riesenslalom von Val-d’Isère. Im Winter 1994/95 gewann er zudem zwei Europacup-Rennen, womit er den 5. Platz in der Riesenslalomwertung belegte. In der Weltcupsaison 1995/96 konnte er sich siebenmal unter den besten zehn klassieren. Die einzige Podestplatzierung seiner Karriere erzielte er am 9. März 1996, als er in Hafjell Dritter wurde. In den folgenden Jahren konnte Saioni nicht mehr an diese Erfolge anknüpfen, nur im November 1999 gelang ihm eine weitere Top-10-Platzierung. Sein letztes Weltcuprennen bestritt er im Februar 2003. Bis 2009 nahm er noch vereinzelt an FIS-Rennen und nationalen Meisterschaften teil.
Für kurze Zeit war Saioni mit der französischen Skirennläuferin Christel Pascal verheiratet; das Paar ließ sich im Jahr 2002 scheiden. Seit 2007 ist er beim französischen Skiverband als Trainer tätig und betreut Juniorenmannschaften.

## Erfolge

### Olympische Spiele
- Nagano 1998: 13. Riesenslalom
- Salt Lake City 2002: 20. Super-G

### Weltmeisterschaften
- Vail/Beaver Creek 1999: 13. Riesenslalom
- St. Anton 2001: 12. Super-G, 18. Abfahrt

### Weltcup
- Saison 1995/96: 8. Riesenslalomwertung
- 8 Platzierungen unter den besten zehn, davon 1 Podestplatz

### Europacup
- Saison 1994/95: 5. Riesenslalomwertung, 10. Gesamtwertung
- 6 Podestplätze, davon 2 Siege:

| Datum           | Ort             | Land        | Disziplin    |
| --------------- | --------------- | ----------- | ------------ |
| 9. Januar 1995  | Serre Chevalier | Frankreich  | Riesenslalom |
| 28. Januar 1995 | Bischofswiesen  | Deutschland | Riesenslalom |

### Weitere Erfolge
- 4 französische Meistertitel: Abfahrt 1999, Super-G 1991 und 1999, Riesenslalom 1996
- 20 Siege bei FIS-Rennen (nur ab Saison 1994/95)
- 2 Siege im South American Cup